# NGC 5019
NGC 5019 est une galaxie spirale barrée située dans la constellation de la Vierge. Sa vitesse par rapport au fond diffus cosmologique est de 6 741 ± 22 km/s, ce qui correspond à une distance de Hubble de 99,4 ± 7,0 Mpc (∼324 millions d'al). NGC 5019 a été découverte par l'astronome germano-britannique William Herschel en 1786.